# بنجامین آگیمن-بادو
بنجامین آگیمن-بادو (انگلیسی: Benjamin Agyeman-Badu؛ زادهٔ ۲ اکتبر ۱۹۹۸) بازیکن فوتبال اهل بریتانیا است.
از باشگاه‌هایی که در آن بازی کرده‌است می‌توان به باشگاه فوتبال بلکپول اشاره کرد.